# Siphona amoena
Siphona amoena là một loài ruồi trong họ Tachinidae.